# (100035) 1991 PO8
(100035) 1991 PO8 es un asteroide perteneciente al cinturón de asteroides, descubierto el 5 de agosto de 1991 por Henry E. Holt desde el Observatorio del Monte Palomar, Estados Unidos.